# تاتيانا غراتشوفا
تاتيانا أليكساندروفا غراتشوفا (بالروسية: Татьяна Александровна Грачёва) هي لاعبة كرة طائرة روسية ولدت في يوم 23 فبراير 1973 في مدينة يكاترينبورغ. أبرز انجازاتها هو فوزها بالميدالية الفضبة في دورة الألعاب الأولمبية الصيفية 2000 في سيدني. وفازت بميداليتين برونزيتين في بطولة العالم 1994 و2002.